# Gambische Fußballnationalmannschaft (U-20-Männer)
Die gambische U-20-Fußballnationalmannschaft ist eine Auswahlmannschaft gambischer Fußballspieler. Sie unterliegt der Gambia Football Association und repräsentiert sie international auf U-20-Ebene, etwa in Freundschaftsspielen gegen die Auswahlmannschaften anderer nationaler Verbände oder bei U-20-Afrikameisterschaften und U-20-Weltmeisterschaften.
Die Mannschaft qualifizierte sich 2007 zum bislang einzigen Mal für eine WM-Endrunde.
Ihr größter Erfolg bei Afrikameisterschaften war das Erreichen des dritten Platzes 2007 im eigenen Land.
Am 6. April 2014 wurden im Erstrunden-Hinspiel der U-20-Afrikameisterschaftsqualifikation gegen Liberia fünf Spieler eingesetzt, die mit gefälschten Pässen „verjüngt“ worden waren, woraufhin die CAF alle gambischen Nationalmannschaften für zwei Jahre von sämtlichen kontinentalen Wettbewerben ausschloss.

## Teilnahme an U-20-Weltmeisterschaften
| 1977 | nicht teilgenommen |
| 1979 | nicht teilgenommen |
| 1981 | nicht teilgenommen |
| 1983 | nicht qualifiziert |
| 1985 | nicht qualifiziert |
| 1987 | nicht teilgenommen |
| 1989 | nicht teilgenommen |
| 1991 | nicht qualifiziert |
| 1993 | nicht teilgenommen |
| 1995 | nicht teilgenommen |
| 1997 | nicht teilgenommen |
| 1999 | nicht teilgenommen |
| 2001 | nicht qualifiziert |
| 2003 | nicht teilgenommen |
| 2005 | nicht qualifiziert |
| 2007 | Achtelfinale       |
| 2009 | nicht qualifiziert |
| 2011 | nicht qualifiziert |
| 2013 | nicht qualifiziert |
| 2015 | nicht qualifiziert |
| 2017 | nicht qualifiziert |
| 2019 | nicht qualifiziert |
| 2021 | abgesagt           |
| 2023 | Achtelfinale       |

## Teilnahme an U-20-Afrikameisterschaften
| 1979 | zurückgezogen      |
| 1981 | nicht teilgenommen |
| 1983 | Achtelfinale       |
| 1985 | Vorausscheidung    |
| 1987 | nicht teilgenommen |
| 1989 | nicht teilgenommen |
| 1991 | nicht qualifiziert |
| 1993 | zurückgezogen      |
| 1995 | nicht teilgenommen |
| 1997 | nicht teilgenommen |
| 1999 | zurückgezogen      |
| 2001 | nicht qualifiziert |
| 2003 | nicht teilgenommen |
| 2005 | nicht qualifiziert |
| 2007 | 3. Platz           |
| 2009 | nicht qualifiziert |
| 2011 | Vorrunde           |
| 2013 | nicht qualifiziert |
| 2015 | disqualifiziert    |
| 2017 | nicht qualifiziert |
| 2019 | nicht qualifiziert |
| 2021 | 3. Platz           |
| 2023 | 2. Platz           |